# Euphoria (Kendrick Lamar-dal)
A Euphoria Kendrick Lamar amerikai rapper diss trackje, Drake kanadai rapper Push Ups és Taylor Made Freestyle című számaira válaszként. A dalt meglepetésszerűen adták ki 2024. április 30-án, az Interscope Records kiadón keresztül, eredetileg csak a YouTube-on, majd órákkal később streaming felületeken is. A dal a címét az Eufória tinidráma után kapta, aminek Drake executive producere.
A dal producerei Cardo és Kyuro voltak, de Johnny Juliano, Sounwave és Yung Exclusive is dolgozott rajta. Az elején hallható Teddy Pendergrass 1981-es You’re My Latest, My Greatest Inspiration című dala mintája. Az Euphoriát méltatták szakértők, akik kiemelték humoros, de egyben utálattal töltött hangzását, Lamar sokszínű rappelését és komplex, többértelmű dalszövegét. Ennek ellenére a produceri munkát többen is kritizálták, illetve egyes kijelentéseket is megkérdőjelezhetőnek találtak. A dal megdöntötte a rekordot a 2024-ben egy nap alatt legtöbbet hallgatott rapdalért.

## Háttér
2024. március 22-én Kendrick Lamar szerepelt Future és Metro Boomin közös albumán, a We Don’t Trust You-n, a Like That dalon. Versszakában a dalon beszólt Drake-nek és J. Cole-nak, válaszként a First Person Shooter dalra. Cole erre válaszolt a 7 Minute Drill számmal, amiért később bocsánatot kért és törölte streaming platformokról.
Drake két dallal is válaszolt a Like Thatre, az elsőt, a Push Upsot, DJ Akademiks mutatta be, miután a dal egy demófelvétele, amin feldolgozták a Junior M.A.F.I.A. Get Money dalát, kiszivárgott. A dalban Drake gúnyolja Lamar magasságát, zenei képességeit és azt mondja, hogy a rapper korábbi kiadója, a TDE, zsarolja az előadót.
A második válasz, a Taylor Made Freestyle, Drake közösségi média oldalain jelent meg, szinte azonnal a Push Ups után. A dal mesterséges intelligencia által előállított hangokat használt, Tupac Shakurt és Snoop Doggot imitálva, akik Lamar példaképei voltak, azzal a céllal, hogy rávegye az amerikai rappert a válaszolásra. Ezek mellett megkérdőjelezte Lamar barátságát Taylor Swift amerikai énekessel, akiről a dal a nevét is kapta. A Shakur hagyatékát kezelő cég perrel fenyegette Drake-et a dal megjelenése után, azt mondva, hogy megrontotta a rapper emlékét. Azt is hozzátették, hogy Lamar a szervezet jó barátja és a raplegenda hangja felhasználása Kendrick ellen felháborító. Felszólították a kanadai zenészt, hogy távolítsa el a dalt, amit az később meg is tett.

## Kompozíció
A dal egy visszafele lejátszott hangmintával kezdődik, ami A Wiz filmből származik (az Óz, a csodák csodája 1978-as verziója), amiben szerepelt Michael Jackson, akihez Drake gyakran hasonlítja magát és, amiben Richard Pryor azt mondja, hogy „Minden, amit rólam mondanak igaz. Szélhámos vagyok.” Ezt követően a dal „lágyan” kezdődik meg, Lamar az első versszak végéig vár, hogy Drake-hez szóljon. A dalt Teddy Pendergrass You’re My Latest, My Greatest Inspiration című dala köré építették, Lamar egy „paranoid,” „szánalmas,” összeomlás szélén álló mester-manipulátorról rappel, aki családjáról hazugságokat ír. A zenei alap ezt követően megváltozik, felgyorsul és Lamar sokkal erőszakosabb lesz, hivatkozva Drake nevére és a Taylor Made diss trackre.
Lamar később név szerint is megemlíti Drake-et és Cole-t és hivatkozik a The Story of Adidonra, ami Pusha T 2018-as diss trackje Drake ellen, amiben kiderült, hogy a rappernek van egy fia. Ezek mellett Lamar szélhámosnak hívja Drake-et megemlít olyan előadókat is, mint YNW Melly, Gunna, Daft Punk, Lil Yachty és Sexyy Red. Lamar azzal is vádolja a kanadai zenészt, hogy állítólag jogi úton próbálta meg elérni a Like That megjelenését.

## Hatása
Az Euphoria nagy médiafigyelmet kapott megjelenése után. A New Ho King torontói étterem, ami említést kapott a dalban, sok száz öt csillagos értékelést kapott a Google Térképen és később elnevezett egy ételt Lamarról.
Joe Biden amerikai elnök felhasználta a dalt egyik kampányvideójában, kritizálva ellenfele, Donald Trump, viselkedését és politikáját.

## Borító
Az album borítóján az „eufória” szó angol definíciója szerepel.

## Közreműködők
- Kendrick Lamar – vokál, dalszerző
- Cardo – producer
- Kyuro – producer
- Johnny Juliano – producer
- Sounwave – producer
- Yung Exclusive – producer
- Matthew Bernard – billentyűk
- Jonathan Turner – keverés
- Ray Charles Brown Jr. – felvételi hangmérnök
- Nicolas De Porcel – maszterelés

## Slágerlisták
| Slágerlista (2024)                    | Legmagasabb pozíció |
| ------------------------------------- | ------------------- |
| Ausztrália (ARIA)                     | 8                   |
| Ausztrália (ARIA Hip Hop/R&B)         | 2                   |
| Dél-Afrika (Billboard)                | 10                  |
| Dél-Afrika (TOSAC)                    | 8                   |
| Egyesült Királyság (UK Singles Chart) | 11                  |
| Egyesült Királyság (UK R&B Chart)     | 2                   |
| Finnország (Singlet Top 20)           | 33                  |
| Global 200 (Billboard)                | 18                  |
| Hollandia (Single Top 100)            | 39                  |
| Izland (Plötutíðindi)                 | 4                   |
| Írország (IRMA)                       | 13                  |
| Kanada (Canadian Hot 100)             | 13                  |
| Litvánia (AGATA)                      | 6                   |
| Németország (Media Control Charts)    | 46                  |
| Norvégia (VG-lista)                   | 22                  |
| Svájc (Schweizer Hitparade)           | 13                  |
| US Billboard Hot 100                  | 11                  |
| US Hot R&B/Hip-Hop Songs (Billboard)  | 3                   |
| Új-Zéland (Recorded Music NZ)         | 5                   |